# Base Shirreff

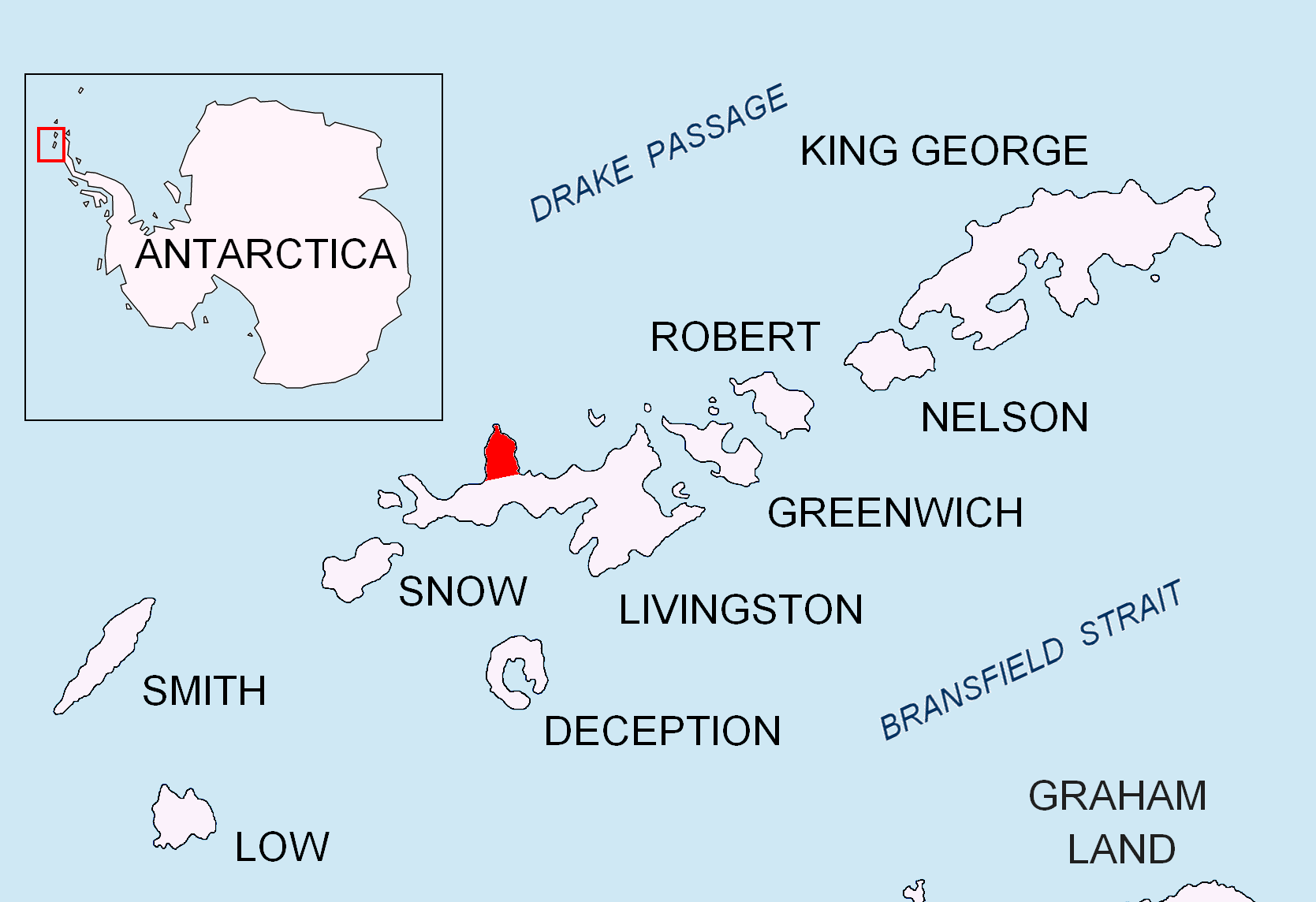
Localização da Península Ioannes Paulus II na Ilha Livingston nas Ilhas Shetland do Sul.

A Base Shirreff é uma estação de campo sazonal operada pelo Chile e pelos EUA, aberta em 1991. Situada no lado leste do Cabo Shirreff na Península Ioannes Paulus II na Ilha Livingston nas Ilhas Shetland do Sul.

## Localização
A base está localizada em 62° 28′ 13,5″ S, 60° 46′ 15″ O que está 1,58 km a sudeste do Cabo Shirreff e 3,32 km a oeste-noroeste do Cabo Black (Um mapeamento chileno detalhado foi feito em 2004. O mapeamento búlgaro foi feito em 2005 e 2009).

## Mapas
- L.L. Ivanov et al., Antarctica: Livingston Island and Greenwich Island, South Shetland Islands (do Estreito Inglês ao Estreito Morton, com ilustrações e distribuição de capa de gelo), 1:100000 scale topographic map, Comissão de Nomes de Lugar Antárticos of Bulgaria, Sofia, 2005.
- L.L. Ivanov. Antártica: Ilha Livingston e Ilhas Greenwich, Robert, da Neve e Smith. Scale 1:120000 topographic map.  Troyan: Manfred Wörner Foundation, 2009.  ISBN 978-954-92032-6-4